# Янн (певец)
Ян Розмановски (род. 12 февраля 1999, Люблин), профессионально известный как Jann, — польский певец и автор песен, участник и финалист польского национального отбора на «Евровидение-2023».

## Ранний период жизни
Ян родился в Люблине и вырос в Гарволине, в семье Эдиты и Яцека Розмановских. Является четвёртым из восьми братьев и сестер. У него есть две старшие сестры Антонина и Амелия, старший брат Мацей, два младших брата Францишек и Максимилиан и младшие сестры Зузанна и Лена. В 2013 году семья участвовала в первом сезоне реалити-шоу Polsat «Наш новый дом».

## Карьера
Ян начал свою музыкальную карьеру с раннего детства. С 12 лет пел в «Большом театре» в Варшаве. Проучился 3 года в музыкальной школе в Гарволине, а в возрасте 16 лет переехал с родителями в город Ньюри в Северной Ирландии, где продолжил обучение в St Colman’s College. После окончания колледжа продолжил обучение в Британском и Ирландском институте современной музыки в Лондоне на специальности вокала с 2018 по 2021 год. В настоящее время живёт в Варшаве.
5 ноября 2020 года он выпустил свой дебютный сингл «Do You Wanna Come Over?». В 2022 году выпустил свой дебютный мини-альбом Power и выступил на Off Festival и фестивале Great September. Также давал концерты в Будапеште во время BUSH2022 и в Братиславе. Выступал на разогреве во время турне Ральфа Камински. 26 февраля 2023 года с песней «Gladiator» Янн принял участие в финале польского национального отбора на «Евровидение-2023». Он занял второе место в финале с 19 очками, получив максимальное количество баллов от польских телезрителей.
2 июня 2023 года Янн выпустил сингл «Need a Break». Позже в том же месяце стал одним из хедлайнеров Orange Warsaw Festival, а также был гостем во время концерта Thirty Seconds to Mars.

## Дискография

### EP
| Название | Детали                                                                                             |
| -------- | -------------------------------------------------------------------------------------------------- |
| Power    | - Выпущен: 25 марта 2022 - Лейбл: Fonobo - Формат: CD, цифровая дистрибуция, потоковое мультимедиа |

### Синглы
| Название                                                                                      | Год  | Пиковые позиции в чартах | Пиковые позиции в чартах | Пиковые позиции в чартах | Сертификация    | Альбом              |
| Название                                                                                      | Год  | POL Stream               | POL Songs                | LTU                      | Сертификация    | Альбом              |
| --------------------------------------------------------------------------------------------- | ---- | ------------------------ | ------------------------ | ------------------------ | --------------- | ------------------- |
| «Do You Wanna Come Over?»                                                                     | 2020 | *                        | *                        | —                        |                 | Неальбомные синглы  |
| «One Missed Call»                                                                             | 2021 | *                        | *                        | —                        |                 | Неальбомные синглы  |
| «Body Temperature»                                                                            | 2021 | *                        | *                        | —                        |                 | Неальбомные синглы  |
| «Smile»                                                                                       | 2022 | *                        | *                        | —                        |                 | Неальбомные синглы  |
| «Promise»                                                                                     | 2022 | *                        | —                        | —                        |                 | Power               |
| «Gladiator»                                                                                   | 2022 | 2                        | 2                        | 13                       | - ZPAV: золотой | Неальбомные синглы  |
| «Need a Break»                                                                                | 2023 | —                        | —                        | —                        |                 | Неальбомные синглы  |
| «The Letter»                                                                                  | 2023 | —                        | —                        | —                        |                 | Неальбомные синглы  |
| «Charisma»                                                                                    | 2023 | —                        | —                        | —                        |                 | Неальбомные синглы  |
| «List» (with Brodka and Urbanski)                                                             | 2024 | —                        | —                        | —                        |                 | The Mire: Millenium |
| «What do you want from me?»                                                                   | 2024 | —                        | —                        | —                        |                 | Неальбомные синглы  |
| «Arachnophobia»                                                                               | 2024 | —                        | —                        | —                        |                 | Неальбомные синглы  |
| «—» ставится, если сингл не попал в чарт «*» ставится, если на тот момент чарт не существовал |      |                          |                          |                          |                 |                     |